# Osroes I
Osroes I fue un rey que gobernó sobre el Imperio parto de 109 hasta 129. Sucedió a su hermano Pacoro II. Durante su reinado contendió con su rival Vologases III, establecido en el levante de Partia.
Orsoes invadió Armenia y entronizó allí primero a su sobrino Exedares, y después a su hermano Partamasiris. Esta inferencia en la esfera tradicional de influencia del Imperio romano —sendos imperios habían compartido su hegemonía sobre Armenia desde los tiempos de Nerón, medio siglo antes— le enfrentó directamente al emperador Trajano.
En 113 Trajano invadió Partia, marchando primero sobre Armenia. En 114 Partamasiris se rindió y fue asesinado. Trajano anexionó Armenia al Imperio romano. Después, marchó hacia el sur, a la misma Partia. Conquistó las ciudades de Babilonia, Seleucia y finalmente la capital de Ctesifonte en 116. Depuso a Osroes I y colocó en el trono parto a su propio rey marioneta, Partamaspates. En Mesopotamia, el hermano de Osroes, Mitrídates V y su hijo Sinatruces II ciñeron la diadema y lucharon contra los romanos, pero Trajano marchó hacia el Golfo Pérsico, al sur, los derrotó, y declaró a Mesopotamia provincia romana. Más tarde ese mismo año, cruzó las montañas del Juzestán, y penetró profundamente en Persia, capturando la gran ciudad de Susa.
Tras la muerte de Trajano y la retirada romana de Persia, Osroes derrotó fácilmente a Partamaspates, reclamando el trono persa. Adriano retomó el fait accompli, reconociendo a Osroes, a Partamaspates como rey de Osroene, y envió de vuelta a la hija de Osroes, que había sido tomada prisionera por Trajano.
Parece que el conflicto con Roma había debilitado a Osroes y fortalecido a su rival Vologases, pues desde aproximadamente 121 aparecen menos monedas del primero y muchas más del segundo. Osroes fue sucedido por su hermano Mitrídates IV, que continuó la lucha contra Vologases.